# Coronidia orithea
Coronidia orithea là một loài bướm đêm thuộc họ Sematuridae. Nó được tìm thấy ở Neotropics, bao gồm Surinam, Guyane thuộc Pháp và Peru.
Ấu trùng ăn Phoradendron quadrangulare.

## Hình ảnh

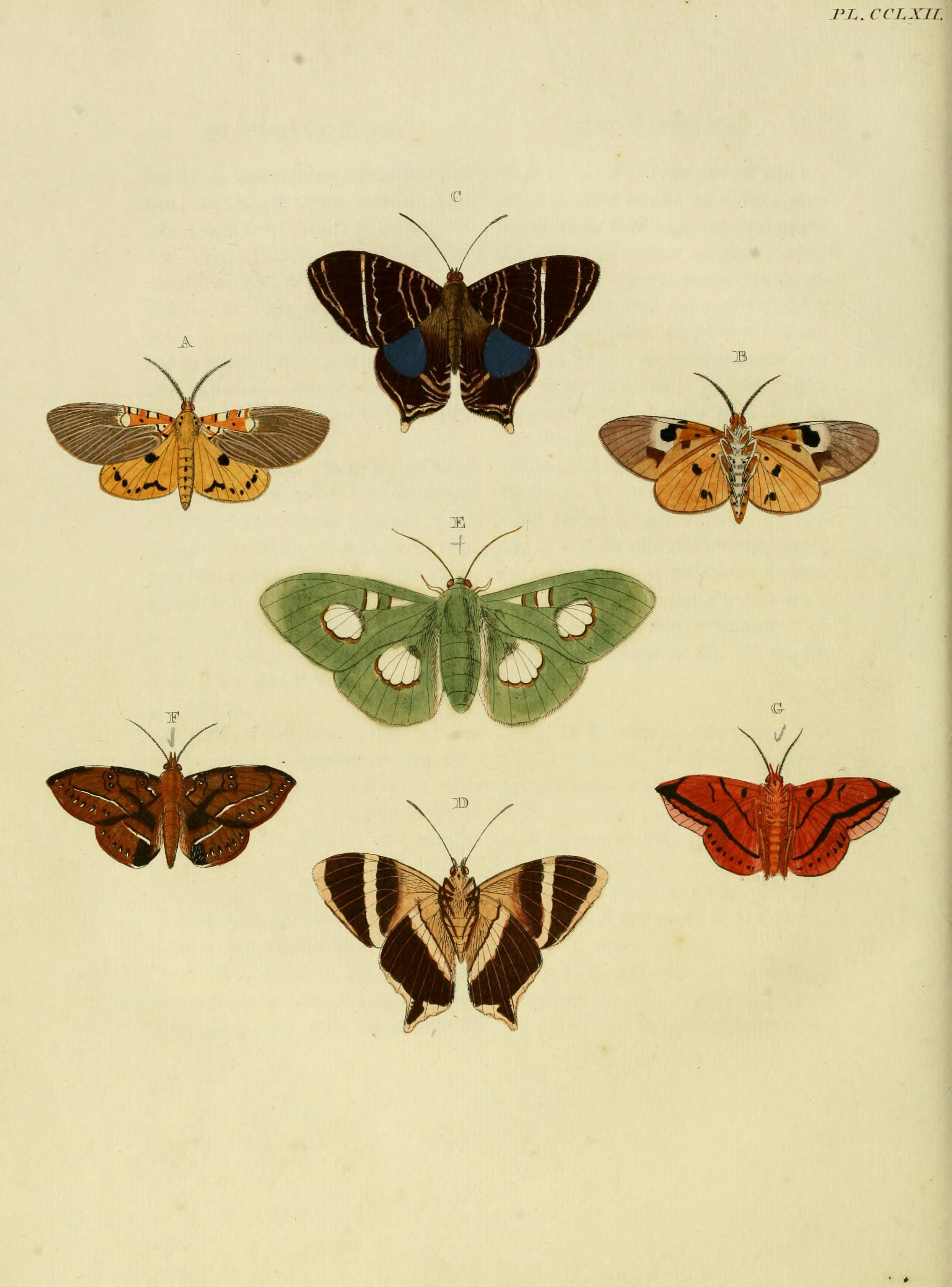